# Béthines
Béthines är en kommun i departementet Vienne i regionen Nouvelle-Aquitaine i västra Frankrike. Kommunen ligger i kantonen Saint-Savin som tillhör arrondissementet Montmorillon. År 2022 hade Béthines 470 invånare.

## Befolkningsutveckling
Antalet invånare i kommunen Béthines
| Referens: INSEE |